# Pyriet
Pyriet of ijzerkies is een mineraal met als formule FeS2 en als scheikundige naam: ijzer(II)disulfide. Het mineraal is een belangrijk ijzer- en zwavelerts. Het vormt vaak goed gevormde, euhedrische kristallen in de vorm van een kubus met karakteristieke striaties en met een goudachtige glans. Het wordt ook wel klatergoud of het goud der dwazen, van het Engelse fool's gold, genoemd omdat het soms voor goud werd aangezien. De naam kattengoud wordt soms ook ten onrechte gebruikt, dit slaat echter op gele mica of hars. Omdat pyriet in ruime mate voorkomt kan dit de illusie van grote rijkdom wekken. Pyriet is niet veel waard, alhoewel het wel handelswaarde heeft. Het wordt gevonden samen met andere zwavelhoudende mineralen, maar ook met oxiden, in kwartsaders, in afzettingsgesteenten in koolbedden en als vervangingsmineraal in fossielen.
Pyriet is een disulfide met zwavelparen (S2)2−- en Fe2+-ionen in een octaëdrische omringing in een t2g6 lage spintoestand. Omdat beide ionen een gesloten configuratie bezitten, is het een diamagnetische halfgeleider. Bij de verwering van pyriet ontstaan ijzeroxiden en ijzerhydroxiden, waarbij ook zwavelzuur vrijkomt. Dit zuur kan dan reacties aangaan met andere mineralen en daardoor leiden tot de vorming van bijvoorbeeld gips, aluniet en jarosiet. Een belangrijke vindplaats van pyriet is het eiland Elba.
De naam pyriet is zeer oud, afgeleid van het oude Griekse πυρίτης λίθος, pyritēs lithos, steen waar vuur vanaf slaat, vergelijk pyrotechniek voor vuurwerkkunst, of het Engelse pyre voor brandstapel, omdat men vonken kon maken door pyriet tegen vuursteen of ijzer aan te slaan. Onder vuursteen wordt tegenwoordig iets anders begrepen, een bepaalde vorm van SiO2. Andere namen die men voor pyriet tegen kan komen zijn ferrosulfide, zwavelijzer en de minder gebruikelijke woorden ijzerblende en ijzerkies. Pyriet werd vroeger wel voor nepgoud verkocht omdat het goudachtig glanst. De glans verandert echter als het glansvlak kantelt, bij goud blijft de goudglans hetzelfde. Pyriet is hard en hoekig, met scherpe randjes, terwijl goud rond en zacht is.
Pyriet wordt in de antroposofie beschouwd als geneesmiddel. Het wordt daar als nuttig beschouwd bij aandoeningen aan de luchtwegen, zoals tracheïtis (luchtpijpontsteking) en bronchitis. Er is geen werkingsmechanisme of bewijs voor de werking gevonden en in de geneeskunde vindt het dus geen toepassing.

## Mineralen
- Lijst van mineralen

## Afbeeldingen

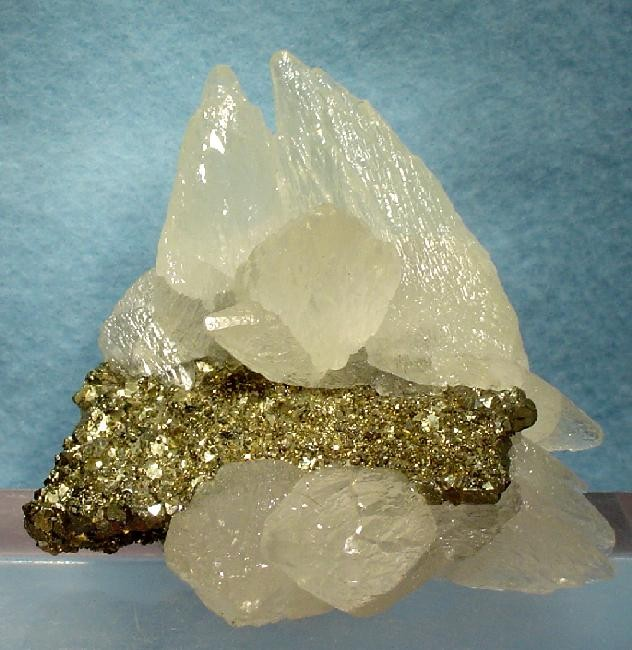
Calciet (wit) op pyriet
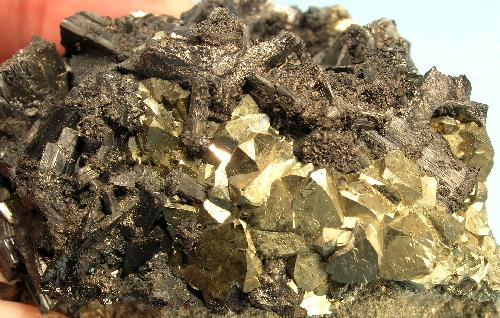
Enargiet en luzoniet met goudkleurig pyriet
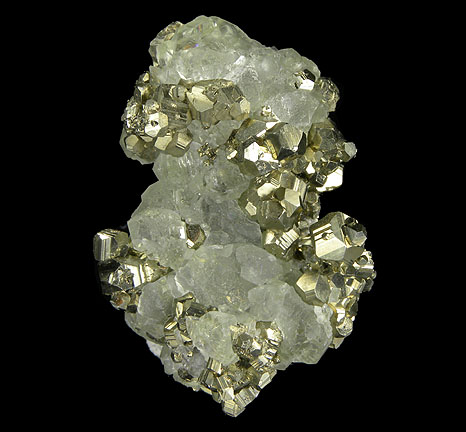
Fluoriet met pyriet
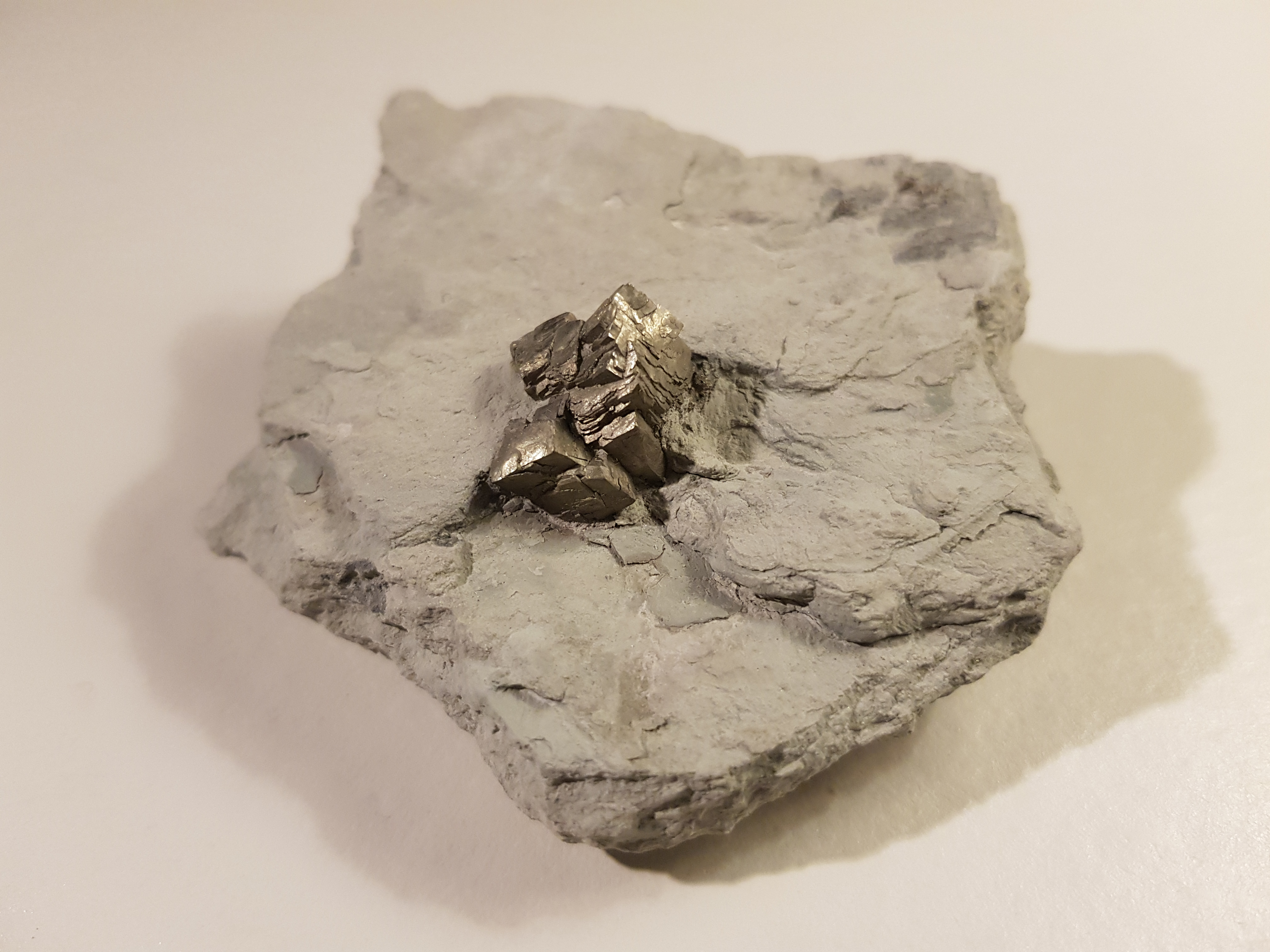
Pyriet uit de Steengroeve Winterswijk
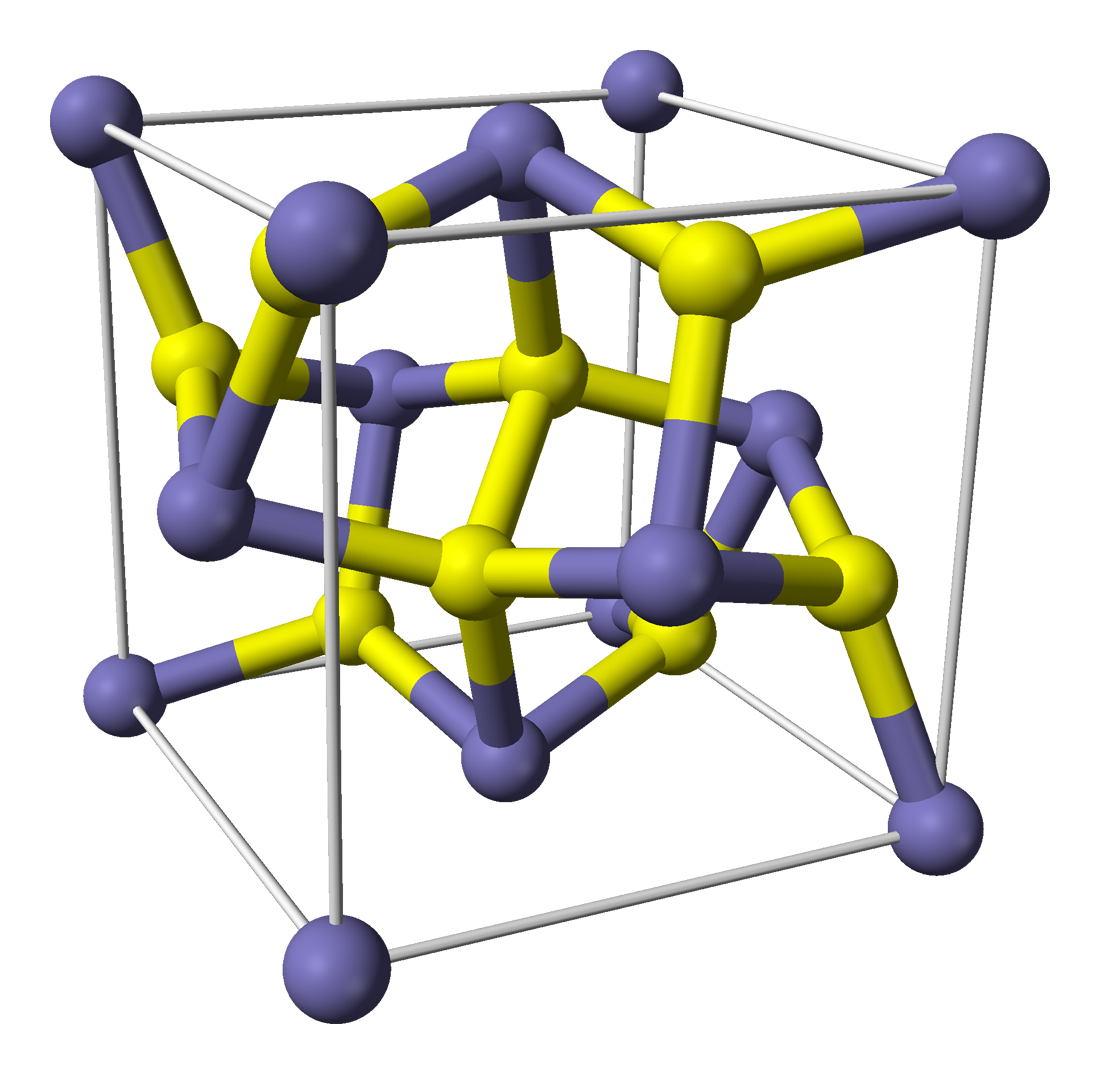
■ zwavel■ ijzer